# Saint-Martin-de-Vaulserre
Saint-Martin-de-Vaulserre is een gemeente in het Franse departement Isère (regio Auvergne-Rhône-Alpes) en telt 217 inwoners (2004). De plaats maakt deel uit van het arrondissement La Tour-du-Pin.

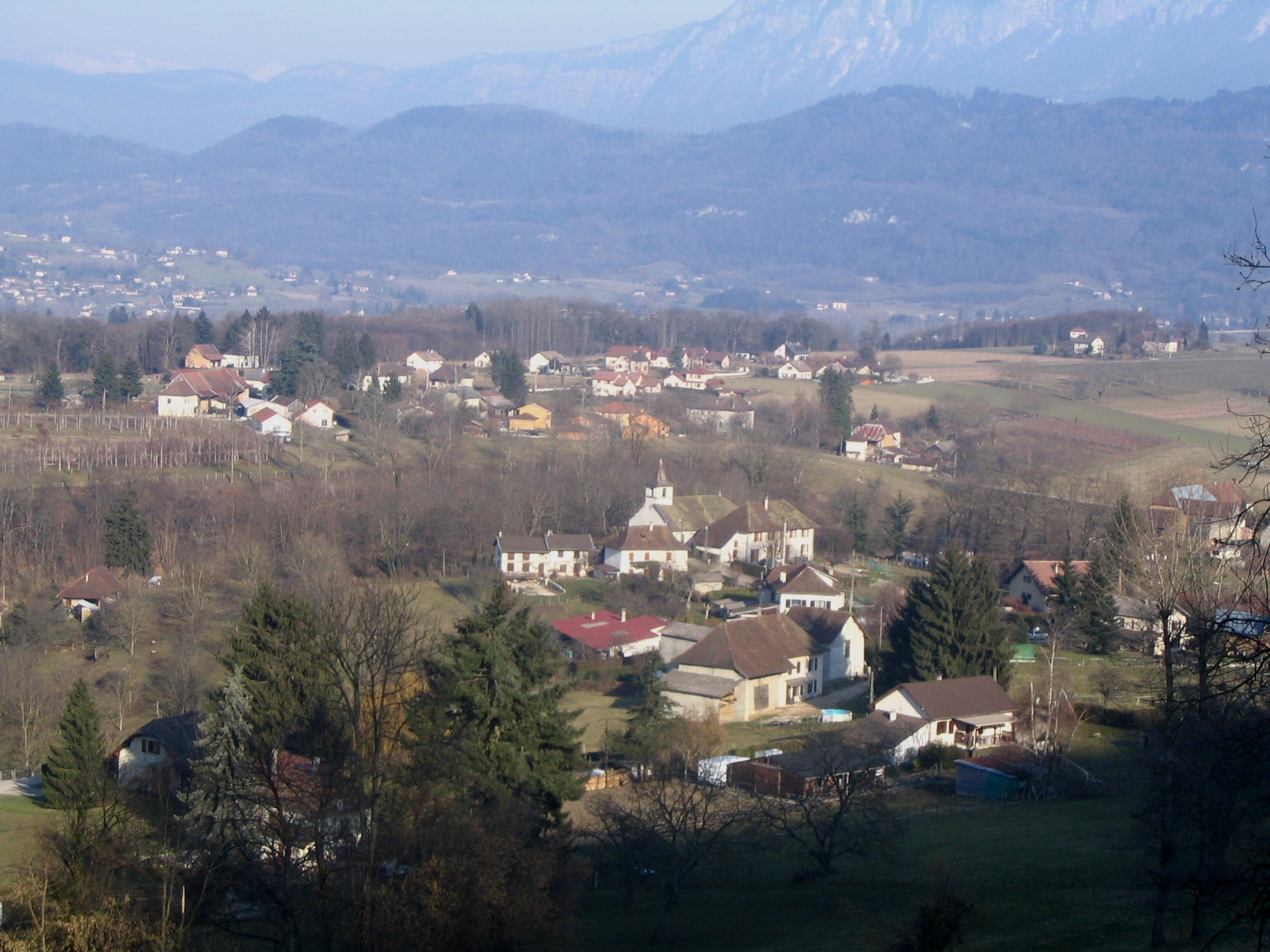
Saint-Martin-de-Vaulserre
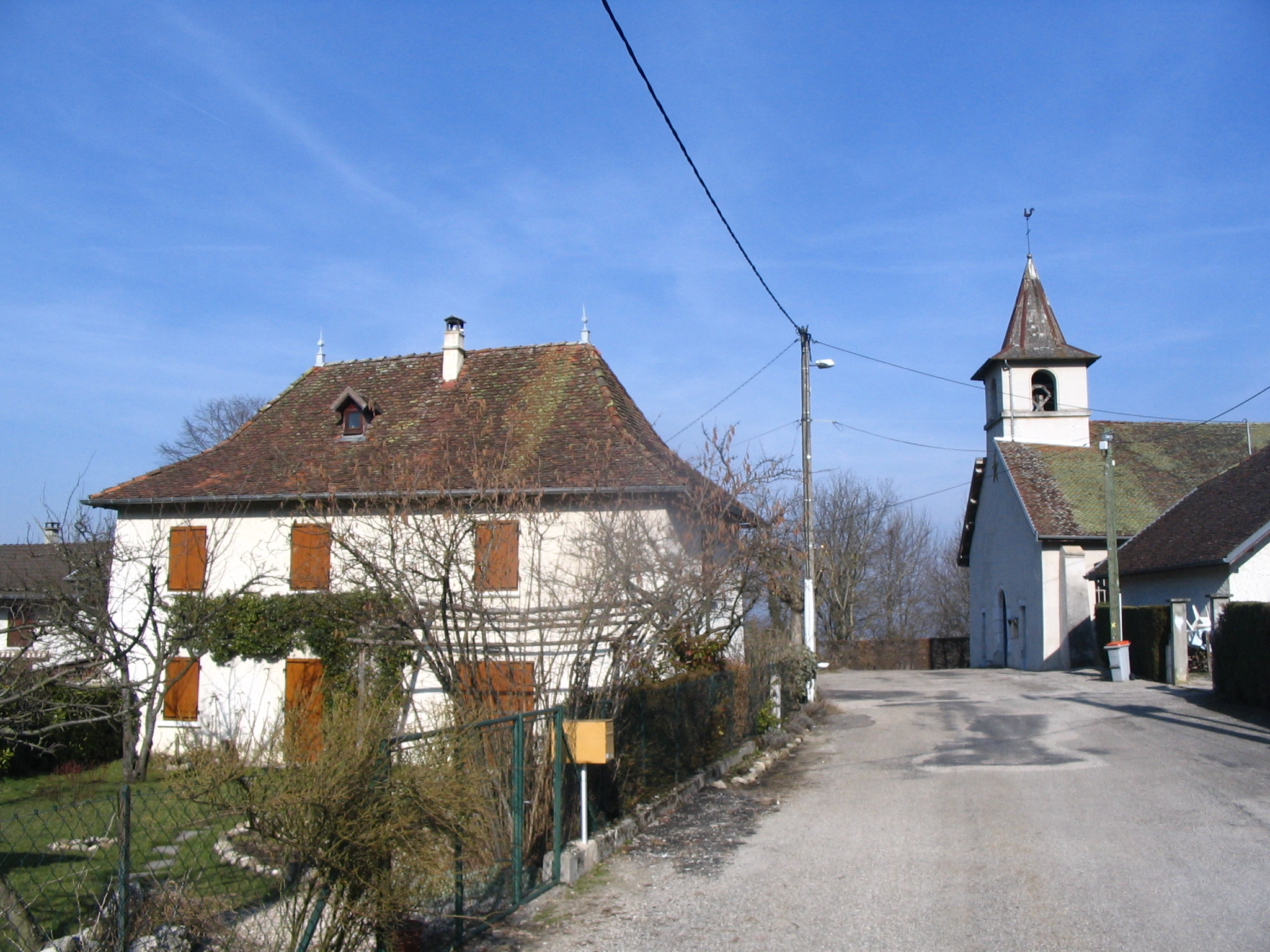
Kerk van Saint-Martin-de-Vaulserre

## Geografie
De oppervlakte van Saint-Martin-de-Vaulserre bedraagt 3,9 km², de bevolkingsdichtheid is 55,6 inwoners per km².
De onderstaande kaart toont de ligging van Saint-Martin-de-Vaulserre met de belangrijkste infrastructuur en aangrenzende gemeenten.

## Demografie
Onderstaande figuur toont het verloop van het inwonertal (bron: INSEE-tellingen).